# Marco Antonio Campos
Marco Antonio Campos Contreras (Río de Luz Ecatepec, 9 de septiembre de 1919-Ib., 19 de febrero de 1996), conocido como «Viruta», fue un actor, comediante, cantante, músico, guionista y locutor mexicano. Inició su vida artística formando parte de algunos tríos como: El Póker de la Armonía, Trío Latino, Los Romanceros, y hasta el dúo cómico y musical, Viruta y Capulina uniéndose a Gaspar Henaine «Capulina», en 1952.

## Biografía

### Primeros años
Nació en el barrio de Vallejo, de la Ciudad de México, el 9 de septiembre de 1919. Fue el primogénito de Luis Roberto Campos, militar y capitán de artillería bajo las órdenes de Venustiano Carranza en la Revolución mexicana, y Sara Contreras, una adelita. Mercedes Álvarez, la abuela materna de Marco Antonio, fue la que lo estimuló en sus primeras manifestaciones artísticas, enseñándole a tocar el piano.

### Viruta y sus años de fama
Una tarde en 1951, mientras comía en la cafetería de la XEW-AM, Marco Antonio Campos fue abordado por Gaspar Henaine, actor y comediante mexicano, conocido por su nombre artístico de «Capulina». Henaine había tenido conflictos con sus compañeros del trío Los Trincas, quienes lo habían abandonado en Nueva York. Henaine le pidió a Campos que participara con él en el programa Cómicos y canciones. En primera instancia, Campos no aceptó, debido a que igualmente él había tenido un conflicto con su compañero José Domínguez Flores «Chamula», producto del alcoholismo de este último. Adicionalmente estaba cansado de ser su «patiño» (personaje que es pareja secundaria de otro y resulta víctima de sus bromas, burlas y humillaciones). Sin embargo, ante la insistencia de Henaine, Campos aceptó la oferta. 
Comenzaron juntos en el programa Capulina y Don Viruta, en la radio. Gracias al éxito del programa, el dúo entra en la televisión, y posteriormente fueron conocidos como «Viruta y Capulina», y luego se integraron al programa Cómicos y canciones. Su éxito arrasador en este programa los catapultó al cine mexicano. Estuvo enamorado de la actriz Marina Camacho. Sus primeras películas como pareja fueron Se los chupó la bruja y La sombra del otro, ambas de 1957. Como dúo, filmaron 25 películas con éxito similar.

### Separación y rompimiento con Gaspar Henaine
Ambos actores mantuvieron una estrecha amistad en la vida real durante su época como dúo. Sin embargo, en 1966, la relación de Campos con Henaine empeoró debido a desacuerdos. 
Durante un acto benéfico en Acolman, en beneficio de niños desvalidos, Antonio Espino «Clavillazo» entregó una donación de diez mil pesos. Cuando Henaine iba a entregar su donación, Campos lo sentó y se levantó, diciendo: «Pues nosotros, creo que con que nos vean en la televisión están ayudados». Pero Henaine dijo: «¡qué buen chiste se echó mi compadrito!», y también ellos dieron diez mil pesos, ante la ira de Campos. Este incidente precipitó que Henaine propusiera el quiebre del dúo. Versiones indican que Campos habría ofrecido actuar como representante de Henaine, ofrecimiento que posteriormente fue ignorado por Campos. Este último incidente representaría el quiebre definitivo del dúo, aunque en 1967 se reencontraron para filmar sus dos últimas películas: Un par de robachicos y Dos pintores pintorescos. Al decir de sus cercanos, «parecían los mismos, pero no se hablaban fuera de escena». Luego de estas películas, Campos y Henaine nunca volvieron a trabajar juntos. 
Cabe señalar que dentro del libro autobiográfico de Roberto Gómez Bolaños (Chespirito) titulado Sin querer queriendo, del año 2006, entre sus páginas retrata a Viruta fuera de escena como un estupendo humorista y que irradiaba cuando no se encontraba tras los reflectores. También entre sus líneas manifiesta como fue el rompimiento artístico con Capulina. Gómez Bolaños señala que Capulina le dijo a su compañero que quien hacia reír a la gente era él, y que por consiguiente el más importante dentro de la pareja era él mismo, argumentando que por tal hecho debería de ganar el 60% y Viruta el 40%; quien lo aceptó con una inesperada tranquilidad, arreglo que dejó entrever que pronto terminaría dicha relación.
En una entrevista a Marco Antonio Campos (Viruta) que circula en Internet, este manifiesta que Capulina ya no quiso compartir los aplausos con él.

### Etapa en solitario
Luego del quiebre, Henaine continuó con una ascendente carrera cinematográfica. Campos, en tanto, intentó continuar con su carrera en solitario haciendo papeles secundarios en películas como Tráiganlos vivos o muertos, Pistoleros bajo el sol, Debieron ahorcarlos antes, El hijo de los pobres y El agente viajero, pero todos sus personajes pasaron sin mayor éxito. Condujo también un programa infantil semanal denominado Cine Safaria en el Canal 2 de televisión, donde se transmitían alguna de sus películas. 
Se cuenta que Henaine intentó de muchas formas reconciliarse con Campos, incluso ofreciéndole roles en sus películas, a lo que este último se negó permanentemente. Raúl Velasco los quiso reunir en el programa Siempre en domingo para hacerles un homenaje, a lo que Campos se negó insistentemente, indicando que no quería volver a ver ni a hablarle a Henaine, ni aunque le ofrecieran todo el dinero del mundo y el trofeo que les iban a dar.

### Vida personal
Campos y su esposa María de los Ángeles Pérez Castro nunca lograron tener hijos, debido a su delicado estado de salud. María de los Ángeles estaba enferma de cáncer y falleció. Se dice que Henaine, y su esposa María Elena Frías, asistieron al funeral. Sin embargo, al llegar, Henaine prefirió esperar en el estacionamiento mientras su esposa entraba a la funeraria y luego, durante el funeral, ella fue expulsada por Campos, afirmando que ya no eran bienvenidos.
Después de este episodio, Campos se volvió un hombre hermético. Su madre lo acompaña en su soledad hasta que varios años después, también fallece. Solo y enclaustrado, Campos enfrentaría el momento más angustiante de su vida debido a que sufrió tres infartos. El cuarto lo llevaría a su fallecimiento.

### Enfermedad y muerte
Campos tenía una fuerte adicción al tabaco. En algunas películas y series de televisión acostumbraba a fumarse un cigarrillo, y se dice que se fumaba dos cajetillas de cigarrillos diarias.
Mientras dormía en la habitación de su casa, solo y encerrado, Campos sufrió un infarto al corazón. Trató de levantarse pero el dolor lo tiró al piso; tampoco podía sentir sus piernas, así que se arrastró por el piso y las escaleras hasta llegar al teléfono de la sala de su casa. Sin aliento y poco antes de perder el sentido logró comunicarse con la telefonista del 060 -emergencias- donde pidió que se le rescatara, hasta que llegaron los servicios de la ambulancia a llevarlo al hospital. Días después Viruta fue sometido a una cirugía a corazón abierto pero durante la intervención, cuando le aplicaron la anestesia, falleció, el 19 de febrero de 1996, a la edad de 76 años, víctima de un aneurisma en el corazón. Debido a infartos anteriores solo le quedaba la mitad de su corazón. 
Campos nunca se reconcilió con Gaspar Henaine "Capulina" (su compañero de éxitos), quien no fue a su funeral. Su inasistencia obedeció a una severa advertencia que Campos había hecho. El mismo Henaine declaró que Campos había pedido a su familia que si él moría primero no se le permitiera la entrada a su velorio y si asistía, lo sacaran inmediatamente «a patadas».
Los restos de Campos descansan en una gaveta Lote de la Asociación Nacional de Actores en el Panteón Mausoleos del Ángel de Ciudad de México.

## Filmografía de cine y televisión
- La niña de la mochila azul (1979).
- El agente viajero (1975).
- El hijo de los pobres (1975).
- El pistolero del diablo (1974).
- Traiganlos vivos o muertos (1974).
- Debieron ahorcarlos antes (1974).
- Pistoleros bajo el sol (1974).
- El Santo vs. Los asesinos de otros mundos (1973).
- Cuna de valientes (1972).
- Un sueño de amor (1972).
- Bang Bang al hoyo (1971).
- Los Desalmados (1971).
- Nido de fieras (1971).
- Águilas de acero (1971).
- Pequeñeces (1971).
- El aviso inoportuno (1969).
- El camino de los espantos (1967)
- Un par de roba chicos (1967).
- Dos pintores pintorescos (1967).
- Detectives o ladrones (1967).
- La cigüeña distraída (1966).
- La batalla de los pasteles (1966).
- Dos meseros majaderos (1966).
- Cada quién su lucha (1966).
- La vida de Pedro Infante (1966).
- Los reyes del volante (1965).
- La edad de piedra (1964).
- Los astronautas (1964).
- Buenos días, Acapulco (1964).
- Barridos y regados (1963).
- Los invisibles (1963).
- ¡En peligro de muerte! (1962).
- Cascabelito (1962).
- Qué perra vida (1962).
- Dos tontos y un loco (1961).
- Pegando con tubo (1961).
- Un par... a todo dar (1961).
- Limosneros con garrote (1961).
- Los desenfrenados (1960).
- Cómicos y canciones (1960).
- El dolor de pagar la renta (1960).
- Dos criados malcriados (1960).
- Dos locos en escena (1960).
- Los tigres del desierto (1960).
- Angelitos del trapecio (1959).
- A sablazo limpio (1958).
- Muertos de miedo (1958).
- La odalisca n.º 13 (1958).
- Los legionarios (1958).
- Viaje a la luna (1958).
- Se los chupó la bruja (1958).
- La sombra del otro (1957).
- Ahí vienen los gorrones (1953).
- Tacos joven (1950).
- ¡Esquina bajan! (1948).